# Sinningiasläktet
Sinningiasläktet (Sinningia) är ett växtsläkte i familjen gloxiniaväxter med cirka 65–70 arter i Centralamerika och söderut till norra Argentina. De flesta arterna finns i Brasilien. Några arter odlas som krukväxter i Sverige.
Sinningiasläktet innehåller vanligen marklevande arter, andra växer på klippor och några få är epifyter. De är flerårig örter eller halvbuskar och har vanligen underjordiska rotknölar, mer sällan med utlöpare. Stjälkarna är upprätta eller överhängande, de är vanligen ogrenade, vanligen köttiga, sällsynt saknas stjälkar. Bladen är motsatta eller sitter i kransar, ibland samlade i stjälkens spets. Blomställningarna sitter i bladvecken eller är toppställda. De består av få- till mångblommiga knippen, klasar eller ax. Fodret är klocklikt. Kronan är rörlik till klocklik, brämmet är femflikigt med relativt likstora flikar, ofta tvåläppig. Ståndarna är 4 i två par. Frukten är en kapsel.
Släktet är uppkallat efter  Wilhelm Sinning (1794-1874), som var chefsträdgårdsmästare vid universitetets botaniska trädgård i Bonn.